# 1833 dans les chemins de fer
chronologie des chemins de fer
1832 dans les chemins de fer - 1833 - 1834 dans les chemins de fer

## Évènements

### Avril
- 26 avril.  France :   loi relative à la concession d’un embranchement sur la ligne de chemin de fer d’Andrézieux à Roanne : pour la première fois, l’État porte à 99 ans la durée de la concession et plafonne les tarifs du concessionnaire[1].

### Juin
- 29 juin.  France :   loi pour la concession d'un chemin de fer d'Alais à Beaucaire[2].

### Juillet
- 7 juillet.  France :   loi sur l’expropriation pour cause d’utilité publique : Loi importante qui simplifie la procédure tout en rassurant les propriétaires en attribuant la fixation des indemnités à un jury de propriétaire. Elle facilitera le développement du chemin de fer et les grands travaux d‘urbanisme du XIXe siècle[3].

## Naissances
- x

## Décès
- x